# Под каким ты знаком?
«Под каким ты знаком?» (итал. Di che segno sei?) — комедийный кинофильм с Адриано Челентано в одной из ролей. Режиссёром кинофильма является Серджо Корбуччи.

## Сюжет
Данный кинофильм состоит из четырёх, независимых друг от друга, новелл: «Вода», «Воздух», «Земля», и «Огонь».
В первой новелле лоцману выпадает шанс сменить мужской пол на женский; во второй события «вертятся» вокруг танцевального конкурса; в новелле «Земля» простому каменщику предоставляется возможность провести день в качестве миллионера; а в четвёртой новелле показаны приключения назойливого телохранителя.

## В ролях
В главных ролях:
- Паоло Вилладжо;
- Марианджела Мелато;
- Адриано Челентано;
- Ренато Поццетто;
- Джованна Ралли;
- Альберто Сорди.

А также в титрах:
- Лучано Сальче;
- Уго Болонья;
- Массимо Больди;
- Джино Перниче;
- Джек Ла Кайенн;
- Лилли Карати;
- Марильда Дона;
- Джулиана Каландра;
- Мария Антоньетта Белуцци.

## Съёмочная группа
- Режиссёр — Серджо Корбуччи;
- Сценаристы — Марио Амендола, Франко Кастеллано, Серджо Корбуччи, Джузеппе Моччиа, Альберто Сорди;
- Композитор — Лелио Луттацци;
- Продюсер — Франко Кристальди.